# Houtmeel

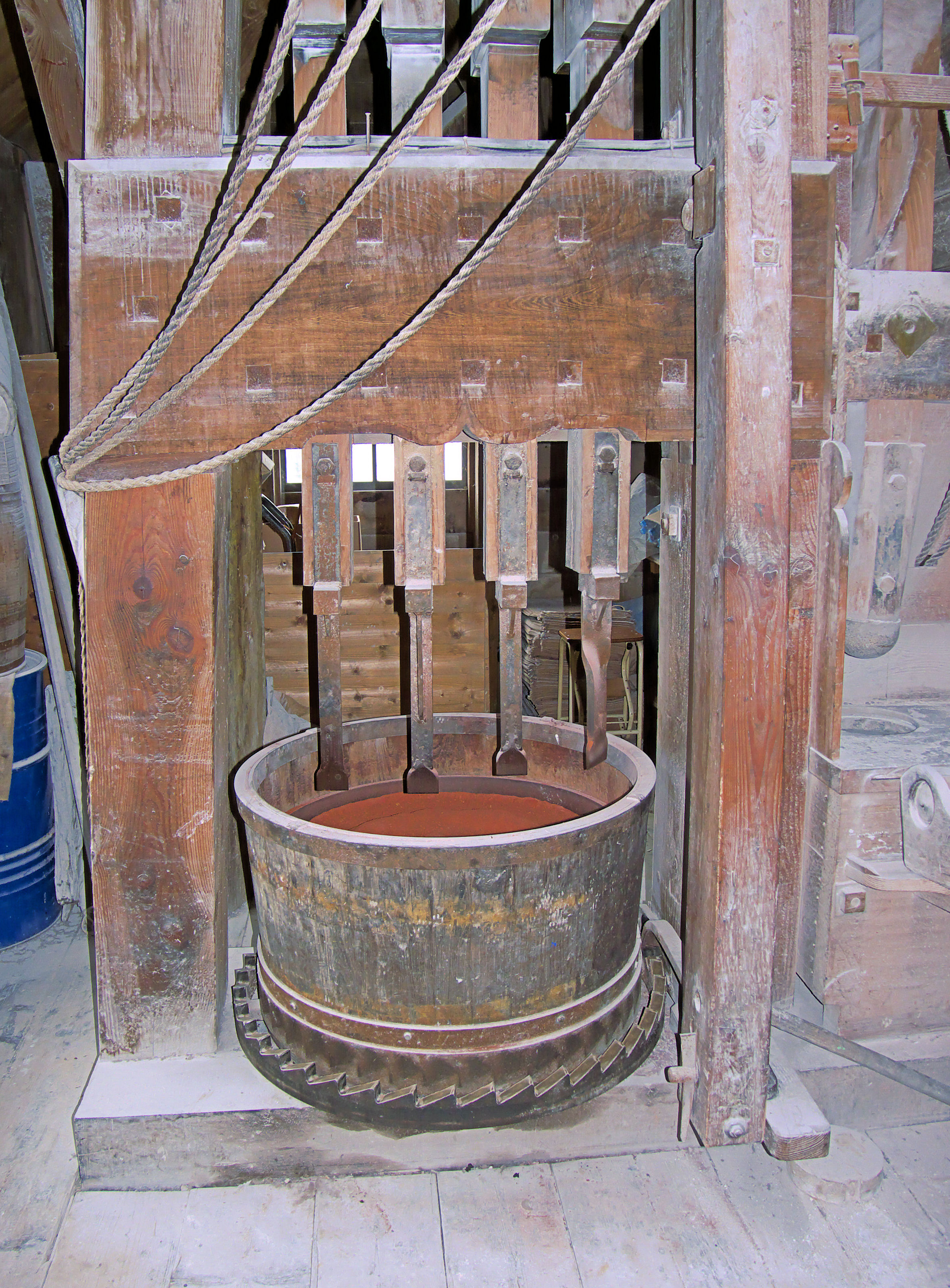
Kapperij met houtmeel van verfmolen De Kat

Houtmeel is een product van gemalen zaagsel, geraspt hout of spaanders dat onder meer gebruikt wordt voor het maken van verf. 

## Verven
Vanaf 1600 werden tropische houtsoorten van verschillende kleur ingevoerd en op verfmolens verwerkt tot houtmeel voor het verven van kledingstukken. Het hout werd eerst geraspt of in de kapperij tot spanen gehakt en later onder 5000-7000 kg zware kantstenen vermalen tot houtmeel. Het in een buil gezeefde houtmeel werd vervolgens gebruikt voor het verven van onder andere textiel, of gemengd met lijnolie verwerkt tot olieverf.

## Vullen
Houtmeel wordt gebruikt als vulmiddel bij de vervaardiging van linoleum en in de spoorwegmodelbouw.
In tijden van schaarste werd houtmeel van licht gekleurde houtsoorten wel toegevoegd aan tarwemeel voor het bakken van brood. In Nederland gebeurde dit voor het laatst in de Tweede Wereldoorlog.